# Hladomor v Pásmu Gazy
Hladomor v Pásmu Gazy je označení situace, která vznikla po začátku války v Pásmu Gazy, kdy izraelské nálety zničily infrastrukturu v Pásmu Gazy a došlo k totální blokádě Pásma ze strany Izraele. Nedostatek humanitární pomoci způsobil vyhladovění více než půl milionu Gazanů. Obzvlášť zasažena je severní Gaza, kde v březnu 2024 třetina dětí mladších dvou let trpěla akutní podvýživou. V červenci 2024 skupina nezávislých expertů uvedla, že hladomor se již rozšířil v celém Pásmu Gazy.
Skupiny pro lidská práva obvinily Izrael z využívání hladu jako způsobu vedení války. Mezinárodní trestní soud později vydal zatykače na představitele Izraele, které podezřívá mimo jiné z válečného zločinu využívání hladovění jako způsobu vedení války. Odborníci krizi označili za jeden z nejhorších případů člověkem způsobeného hladovění od druhé světové války.

## Vývoj situace

### První ohrožení hladomorem (březen–červenec 2024)

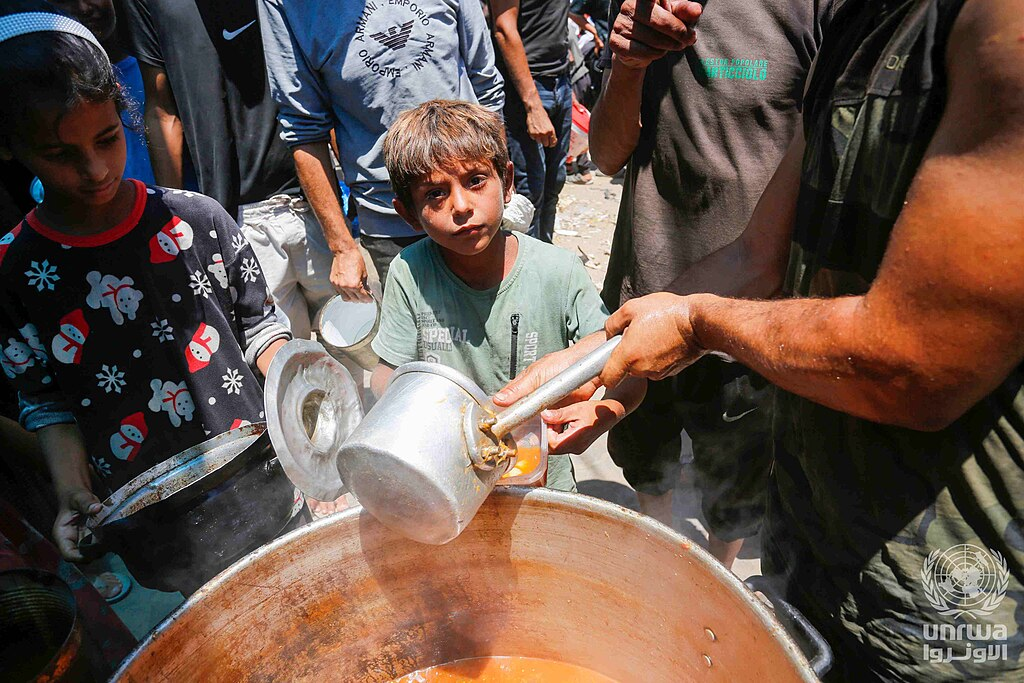
Vysídlení Palestinci čekající na jídlo rozdávané humanitárními organizacemi v Dajr al-Balah (červen 2024, UNRWA)

V březnu 2024 někteří odborníci varovali, že Gaza již možná zažívá hladomor, např. Jeremy Konyndyk, prezident organizace Refugees International,  prohlásil, že hladomorem způsobená „úmrtnost ve velkém měřítku“ brzy začne. Podle zprávy mezinárodní iniciativy IPC, opřené o data OSN, vypukne hladomor na severu Gazy do května 2024.
Situace byla na řadě míst kritická už v březnu 2024. „Už jsou reportovány i případy úmrtí hladem, protože dodávky potravin a dalších úplně základních potřeb jsou naprosto minimální oproti tomu, co by bylo potřeba, aby do Pásma Gazy proudilo,“ uvedla manažerka komunikace Charity ČR Lenka Pipková. Důvodem jsou i velké škody na zemědělské infrastruktuře: zničená je téměř polovina polí, k dalším se zemědělci nemohou dostat kvůli poškozeným cestám, vojenským blokádám a bojům. Chybí jim také osivo nebo pohonné hmoty.
Na katastrofální situaci reagovaly některé státy jako Spojené státy americké, Jordánsko nebo Spojené království a zavedly letecké shozy palet s humanitární pomocí. Nicméně při nich umírali další lidé, když se snažili doplavat k zásobám, které dopadly do moře, nebo když byly zasaženi padající paletou. Mezinárodní soudní dvůr v zápětí Izraeli nařídil, aby umožnil volný přístup potravinové pomoci na palestinské území, protože části obyvatelstva hrozí bezprostřední hladomor.
V dubnu 2024 skupina vládních expertů na humanitární pomoc z USAID varovala americkou Radu pro národní bezpečnost, že části Pásma Gazy pravděpodobně již zažívají hladomor. Sílící nedostatek jídla za izraelské ofenzívy označila za „bezprecedentní v moderních dějinách“.
Podle expertů z webu FEWS NET (Famine Early Warning Systems Network), který založila Agentura Spojených států amerických pro mezinárodní rozvoj a funguje jako varovací systém před hladomory, v červnu vypukl na severu Pásma Gazy hladomor, kvůli válce ale chyběl dostatek dat pro jeho oficiální vyhlášení (hladomor navíc obvykle vyhlašují postižené státy).

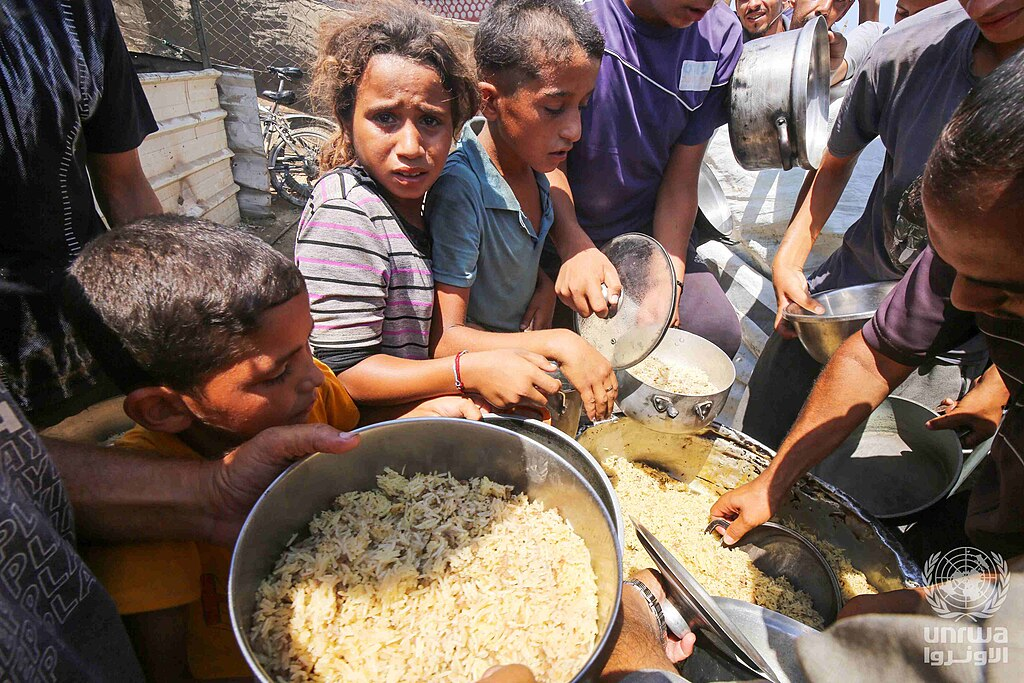
Vysídlení Palestinci čekající na jídlo rozdávané humanitárními organizacemi v Dajr al-Balah (srpen 2024, UNRWA)

Šéf Světové zdravotnické organizace (WHO) Tedros Adhanom Ghebreyesus v červnu 2024 uvedl, že „značná část obyvatel Gazy nyní čelí katastrofálnímu hladu a podmínkám podobným hladomoru.“ Potvrdil sice nárůst dodávané pomoci, ale kritizoval její distribuci. Dodal, že u více než 8000 dětí mladších pěti let byla diagnostikována a léčena akutní podvýživa, včetně 1600 dětí s těžkou akutní podvýživou.
V červenci 2024 skupina nezávislých expertů na lidská práva, kteří byli pověřeni OSN, aby prozkoumali situaci v centrální části Pásma Gazy, uvedla, že zde zemřelo několik dalších dětí na podvýživu, což naznačovalo, že se rozšiřuje hladomor. Experti uvedli: „Vzhledem k úmrtím těchto dětí na podvýživu, navzdory lékařské péči v centrální Gaze, není pochyb o tom, že se hladomor rozšířil ze severní části Pásma Gazy také do centrální a jižní části.“ Izraelské zastoupení v Ženevě prohlášení označilo za „dezinformaci“.

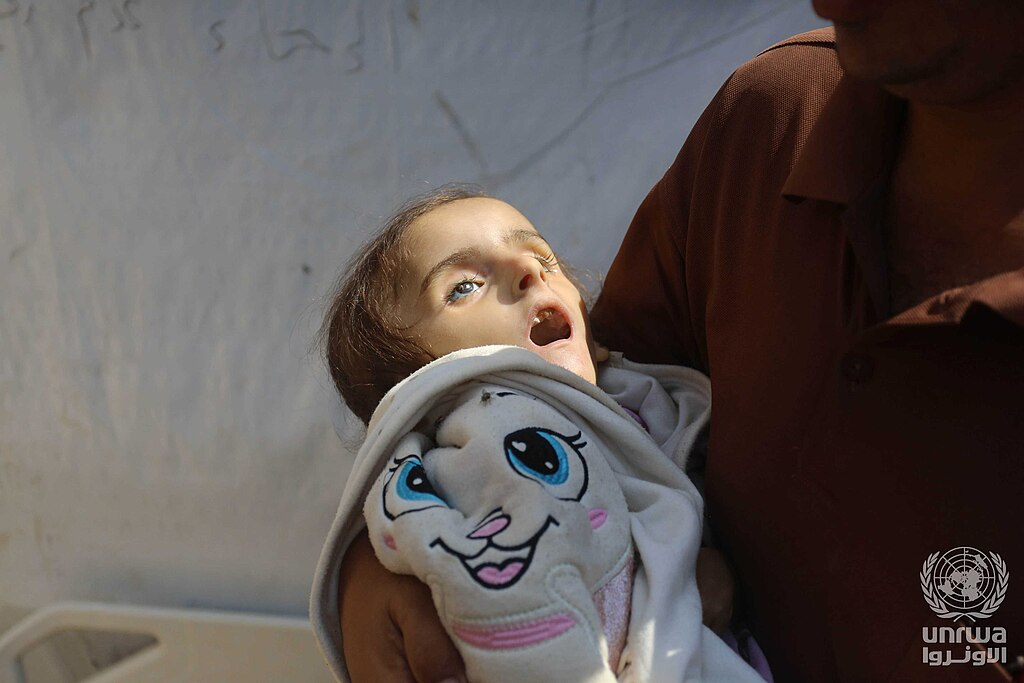
Čtyřleté palestinské dítě, které zemřelo na podvýživu (srpen 2024, UNRWA)

Po mezinárodním tlaku izraelská vláda v červenci povolila omezené a psotupné navýšování dodávek humanitární pomoci.

### Druhé ohrožení hladomorem (březen–červenec 2025)
Dne 2. března 2025 Izrael opět zastavil veškeré dodávky humanitární pomoci do Pásma Gazy. Blokáda způsobila nárůst cen potravin až o 1 400 %. Do konce měsíce všem pekárnám podporovaným Světovým potravinovým programem (WPF) došla mouka a olej na vaření.
Dne 25. dubna 2025 oznámil WFP, že doručil poslední zbývající zásoby do kuchyní, které připravují teplá jídla v Gaze; očekávalo se, že jídla budou pryč během několika dní. Tyto kuchyně byly v posledních několika týdnech jediným stálým zdrojem potravinové pomoci, ačkoli se dostaly pouze k polovině populace s jednou čtvrtinou jejich denních potravinových potřeb.
Dne 28. dubna 2025 oznámila tisková kancelář Gazy, že v Pásmu Gazy bylo více než 65 000 případů akutní podvýživy u dětí. Úřad OSN pro palestinské uprchlíky na Blízkém východě (UNRWA) tato tvrzení potvrdil a uvedl, že v květnu 2025 trpělo těžkou podvýživou 66 000 dětí.
V květnu 2025 Světová zdravotnická organizace (WHO) konstatovala, že všech 2,1 milionu obyvatel Gazy čelí dlouhodobému nedostatku potravin, přičemž téměř půl milionu lidí trpí hladem, akutní podvýživou, hladověním, souvisejícími nemocemi vedoucími k smrti. Podle WHO se jedná o jednu z nejhorších hladových krizí na světě, která se odehrává v reálném čase. Tři čtvrtiny obyvatel Gazy trpělo „nouzovou“ (stupeň 4) nebo „katastrofickou“ (stupeň 5) potravinovou nouzí. Výbor pro kontrolu hladomoru v téže době upřesňoval, že nejvyššímu, takzvaně katastrofálnímu, stupni akutního nedostatku potravin čelilo v Pásmu Gazy 12 % obyvatelstva. Předvídali, že do konce září číslo vzroste na 22 %.

#### Zřízení „Humanitární nadace pro Pásmo Gazy“
Po více než dvou měsících blokády zahájila se souhlasem Izraele 26. května 2025 distribuci jídla americká Humanitární nadace pro Pásmo Gazy (GHF) v novém distribučním centru v Rafahu. Den před zahájením činnosti ředitele GHF Jake Wood oznámil, že odstoupí, protože je nemožné splnit cíle nadace a zároveň „striktně dodržovat humanitární principy lidskosti, neutrality, nestrannosti a nezávislosti, kterých se neopustím“ a že „... se nebude podílet na ničem, co násilně vysídlí palestinské obyvatelstvo.“ Druhý den byla kontrola nad centrem ztracena, když tisíce lidí včetně žen a dětí spěchaly pro krabice s potravinami. Izraelské jednotky vypálily „varovné výstřely“ a v jednu chvíli byli zaměstnanci nuceni opustit své stanoviště, aby se vyhnuli obětem.
I přes začátek činnosti GHF 30. května 2025 humanitární úřad OSN varoval, že 100 % obyvatel Pásma je ohroženo hladomorem a označil Pásmo Gazy za „nejhladovější místo na Zemi”.
Během prvního měsíce provozu ovšem GHF v celém pásmu zprovoznila jen čtyři distribuční centra. Opakovaně také docházelo ke střelbě do davů čekajících na výdej pomoci. Takto došlo podle OSN do konce července 2025 k zabití nejméně 1300 lidí a stovkám zranění u distribučních center. OSN činnost GHF kritizovala.
V červenci 2025 více než 200 nevládních organizací vyzvalo k okamžitému ukončení „smrtícího izraelského distribučního systému“ (včetně tzv. Humanitární nadace pro Pásmo Gazy, GHF) v Gaze, k návratu k dosavadním mechanismům koordinovaným OSN a ke zrušení izraelské blokády humanitární pomoci. Podle Člověka v tísni bylo hlavně kritizováno, že „čtyři sta distribučních míst, která fungovala během dočasného příměří napříč Gazou, byla nahrazena pouze čtyřmi armádou kontrolovanými místy. Dva miliony lidí jsou tak nuceny shromažďovat se v přelidněných, militarizovaných zónách, kde při pokusu obstarat si jídlo čelí každodenní střelbě a kde dochází k masovým úmrtím – zatímco jsou jim odpírány další životně důležité potřeby“.

### Propuknutí hladomoru (od července 2025)

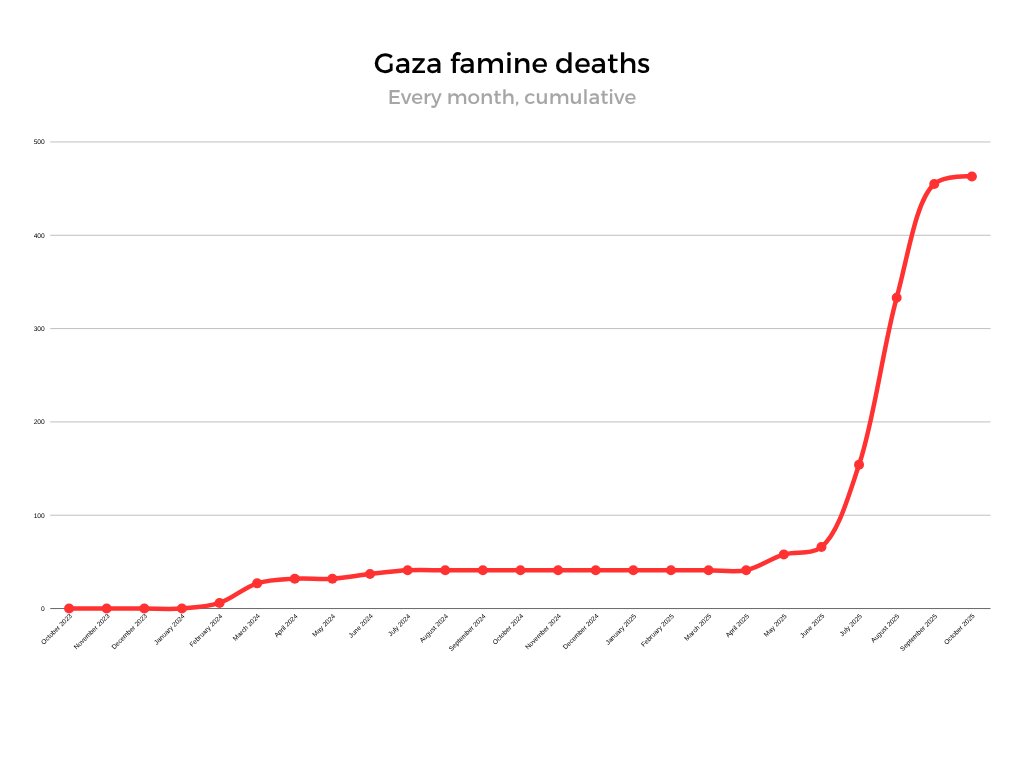
Měsíční vývoj celkového počtu úmrtí spojených s hladem v Pásmu Gazy během války

V červenci 2025 WHO uvedla, že podvýživa v Pásmu Gazy „nabírá nebezpečný trend“, což se v červenci vyznačovalo prudkým nárůstem úmrtí spojených s hladem. WHO dodala, že krizi by šlo zastavit, pokud by bylo ukončeno úmyslné blokování a odkládání rozsáhlé potravinové, zdravotní a humanitární pomoci. Podle údajů partnerů z Nutričního klastru téměř každé páté dítě mladší pěti let ve městě Gaze v této době trpělo akutní podvýživou. Globální akutní podvýživa (GAM), která měří procento dětí ve věku 6–59 měsíců trpících akutní podvýživou, se od června ztrojnásobila, což z města činí nejhůře postiženou oblast v Pásmu Gazy. V téže době OSN uvedlo, že „existuje stále více důkazů o tom, že hladovění, podvýživa a nemoci způsobují nárůst úmrtí souvisejících s hladem“. Podle OSN byly nemocnice v Pásmu Gazy přetížené a od dubna 2025 ošetřily více než 20 000 dětí s akutní podvýživou. Deník Ha'arec s odvoláním na údaje úřadu OSN uváděl, že počet dětí v Pásmu Gazy trpících vážným stupněm podvýživy v červenci prudce vzrostl na 8,8 %. V únoru 2025 to přitom bylo 2,4 % a v červnu 6 %. Podle zprávy dětská podvýživa může zpomalit vývoj mozku, oslabit imunitní systém a zpozdit tělesný a kognitivní vývoj, což mělo ovlivnit zasažené děti do budoucna.
Na konci července 2025 se vystupňoval mezinárodní tlak na Izrael v ohledu blokády humanitární pomoci. Izraelská vláda poté dovolila omezené vjezdy mezinárodní humanitární pomoci a také vybraným zemím letecké shazování palet s humanitární pomocí. Do leteckého zásobování se ihned zapojily země Saúdská Arábie, Jordánsko, Egypt, Německo, Belgie a Kanada. Krátce poté také Spojené království a Francie. Kapacity leteckého zásobování však byly velmi limitované a nepostačovaly potřebám množství lidí v Pásmu Gazy. Navíc byly pro obyvatele nebezpečné a byly zaznamenány úmrtí i zranění spojená s dopadem palet.
Organizace spojených národů (OSN) a Světové zdravotnické organizace (WHO) v srpnu 2025 uvedly, že Pásmo Gazy čelí jedné z nejhorších humanitárních krizí v moderních dějinách a situace v oblasti se blíží oficiálnímu vyhlášení hladomoru. Dvě ze tří kritérií pro jeho potvrzení – extrémní podvýživa a prudký pokles spotřeby potravin – již byly splněny. Třetí kritérium, tedy častá úmrtí v důsledku hladu, je podle expertů v podstatě také prokázáno. WHO varuje, že 12 tisíc dětí mladších pěti let trpí akutní podvýživou. Jde o nejvyšší počet zaznamenaný za jediný měsíc.
Podle společného prohlášení ministrů zahraničí 24 států ze srpna 2025 se v Gaze rozvíjí hladomor. Skupina vyzvala Izrael, aby do pásma umožnil dodávky humanitární pomoci. K prohlášení se připojila šéfka evropské diplomacie Kaja Kallasová a dvě eurokomisařky. Česká republika se k prohlášení nepřipojila.

## Otázka rozkrádání humanitární pomoci
Dle statistik OSN se od května 2025, kdy byl Izraelem znovu povolen vjezd kamionů s mezinárodní humanitární pomocí, do konce července 2025 dostalo do Pásma Gazy 2600 kamionů. Dle OSN jich však 88 % nedojelo do cílových distribučních center GHF, jelikož byly po cestě nenásilně zastaveny hladovějícími lidmi, nebo násilně přepadeny ozbrojenými gangy, případně Hamásem. Podle OSN „ve většině případů šlo o akt zoufalých lidí a nikoliv o přepady ozbrojenců“.
BBC v srpnu 2025 na základě zdrojů z Pásma Gazy uvedla, že minimálně v prvních měsících roku 2025 docházelo ke značnému rozkrádání pomoci Hamásem, který ji poté distribuoval svým příznivcům. Ovšem systematické rozkrádání pomoci Hamásem, na které se často odvolávala izraelská vláda, nebylo prokázáno, jak uvedla například analýza Agentury Spojených států amerických pro mezinárodní rozvoj z června 2025.

## Počet obětí
V květnu 2024 vedoucí oddělení humanitární politiky a advokacie v organizaci Save the Children uvedl, že oficiální počet 28 dětí zemřelých na podvýživu a nemoci je „pravděpodobně jen špičkou ledovce“ kvůli zničení systému zdravotní péče v Gaze. V červnu 2024 Cindy McCainová, vedoucí WFP, uvedla, že děti i dospělí umírají hlady poté, co jsou jejich těla o „velikosti kostry“. Ve stejném měsíci Síť systémů včasného varování před hladomorem uvedla: „Bez ohledu na to, zda byly prahové hodnoty hladomoru (fáze 5 IPC) definitivně dosaženy nebo překročeny, lidé v celé Gaze umírají z příčin souvisejících s hladem.“
Podle dopisu zaslaného 2. října 2024 americkým představitelům 99 americkými zdravotnickými pracovníky, kteří sloužili v pásmu Gazy od 7. října 2023, a citovaného v článku Watsonova institutu pro mezinárodní a veřejné záležitosti na Brownově univerzitě, pravděpodobně zemřelo v Gaze hladem nejméně 62 413 lidí, z nichž většina byly malé děti. Tento odhad byl založen na standardech hladovění podle Spojenými státy financované Integrované klasifikace fází potravinové bezpečnosti a z dostupných údajů.

## Obvinění Izraele z válečných zločinů
Dne 18. prosince 2023 organizace Human Rights Watch obvinila Izrael, že „využívá hladovění civilistů jako způsob vedení války v okupovaném Pásmu Gazy“. Dne 16. ledna 2024 experti OSN obvinili Izrael ze „zničení potravinového systému Gazy a používání potravin jako zbraně proti palestinskému lidu“.
„Jsme již uprostřed katastrofy. Organizace spojených národů musela pozastavit humanitární pomoc: Izrael využívá hladomor jako způsob vedení boje a to je v rozporu s mezinárodním právem," uvedl Josep Borrell, vysoký představitel Evropské unie pro zahraniční věci a bezpečnostní politiku.
Izraelská vláda však popřela, že by hladovění využívala jako způsob vedení války. Argumenty, že její činy porušují Úmluvu o zabránění genocidě, jsou podle ní „zcela nepodložené“. COGAT, izraelská agentura, která řídí přístup pomoci do Gazy, uvedla, že Izrael nestanovil limity na množství pomoci pro Gazu. Její prohlášení ale zpochybnili představitelé mj. Evropské unie, OSN nebo Spojeného království.
Dne 20. května 2024 požádal žalobce Mezinárodního trestního soudu Karim Khan o vydání zatykače na premiéra Izraele Benjamina Netanjahua a ministra obrany Jo'ava Galanta, které podezřívá mimo jiné z využívání hladovění jako způsobu vedení války, definovaného jako válečný zločin a s ním související zločin proti lidskosti systematických nebo rozsáhlých vražd. Zatykače soud vydal 21. listopadu 2024.
| „                                                     | Soudní senát zjistil, že existují rozumné důvody se domnívat, že nedostatek jídla, vody, elektřiny a paliva a specifických lékařských potřeb vytvořil takové podmínky pro život, které měly způsobit zničení části civilního obyvatelstva v Gaze, což mělo za následek smrt civilistů, včetně dětí, v důsledku podvýživy a dehydratace. | “ |
| — První přípravný senát Mezinárodního trestního soudu | |   |